# MONSTER×MONSTER
『MONSTER×MONSTER』（モンスター×モンスター）は、飛田ニキイチによる日本の少年漫画。『週刊少年サンデーS』（小学館）にて2014年7月号から連載されている。第1話は『週刊少年サンデー』（同社刊）にも掲載。略称は「モン×モン」。

## あらすじ
かつて大地は獣によって支配され、その圧倒的な獣の力の前に人類はただの獲物にすぎなかった。しかし獣に立ち向かう者が現れる。彼らは獣の支配から逃れるべく戦い続け、数百年後、人類と獣の戦いは狩りに変わっていた。狩られる存在になった獣は、人類の繁栄の元となり、先人たちの知識が獣に価値を与えた。
人歴800年、帝国の下国々は統一され狩場は世界に広がり大狩猟時代が幕を開ける。

## 登場人物

### 主要人物
主人公
29歳。ニート歴15年。一度も働いたことが無く、西部の街・アセランにある実家でニート生活を送っている。
心の中ではお喋りで、妄想したり世間への不満を言ったりあだ名などを付けている。
母の勧め（脅し）により職業案内所へ向かったが、その費用でガールズバー・クリボタへ行き、ぼったくられそうになったところをウエンス・クラージュに助けられた。自分より若いウエンスの話に感銘を受け、一時は更生を志すがやはりニート生活を選ぶ。
触れただけで嘔吐してしまう程、獣が嫌いである。ミワタシドリとウツシカエルの獣具にはゲームとエロ画像しか入っていない。巨乳好きで黒髪ロングも好みと言っている。
ウエンス・クラージュ
世界一の狩猟者（ブリンガー）になるべく、西部の街アセランに上京した青年。大剣を武器としており、両親はすでに他界している。18歳。主人公には、「世界一」とあだ名されている。
アセランで発行されている新聞には、期待の新人として特集が組まれており、次世代を担うと書かれていた。
クリボタでぼったくられそうになった時は、ほぼ素手で大男3人を瞬殺した。それでも自分が飲食した分は相場で支払うなど、真面目で善良な青年である。
シャーニ・マニャ・アスケンデート
西部の街・アセランの領主の娘。黒髪ロングでハーフアップにしたお嬢様結びの美少女。左頬に黶がある。社交的な面もあるが、不実な者に対しては容赦ない。
刀を武器としており、一噛みで腕をちぎる獣を、一撃で倒す程の実力者である。主人公からのあだ名は「ツンデレ姫」。
ライガン
ブリンガ―を生業とする男性。武器は弓で短剣も使用している。
ゴカーゴ孤児院出身。幼少期から粗暴な性格で、今も賭け事や酒、たばこなどを止められないでいるが、義母を助けるため命がけで獣薬を取りに行くなど、母思いで侠気に富んでいる。
ゴカーゴ孤児院の子供達からも信頼されており、主人公からは「カリアゲ兄さん」とあだ名されている。
ハイデン・サンボルト
白髪に白鬚を蓄えた老人。帝国から定められた階級ではランク35と最前線で活躍する超一流のブリンガーである。
酒好きで金遣いが多少荒い。ペペロの師匠。
ペペロ
ハイデンに師事する女性。ハイデンと共に主人公の指導役となった。主人公説得の際、師匠の命により色仕掛けなどをしたが、怜悧さを損なわない性格を持っている。
20メートル級の獣を一蹴するなど、ランク35の師を持つに恥じない実力者。
豊満な胸をもっており。主人公からのあだ名は、名前をかけて「オッパイペロペロ」

## 獣
かつて地上を支配していたが、今では人に狩られる存在となった。
ミワタシドリ
映像などを記録できる獣具の瞳画（レンズ）になる部分を、額に持つ小型の獣。
ウツシガエル
ミワタシドリの瞳画（レンズ）をはめることで、映像などを保存できる獣具になる、小型の獣。

## 世界観・用語
帝国により国々は統一されており、狩りが主軸として世界を回転させている。獣がもたらす様々な素材により、映像の記録技術や電子機器の存在など異常なまでに文明が発達している。
狩猟者（ブリンガー）
帝国が定めた獣の狩猟を専門とした職業。獣を「もたらす」ことから「狩猟者（ブリンガー）」と呼称されている。
獣具
獣の持つ特性を活かして作られた道具。

### 地域
西部の街アセラン
アスケンデート氏が領有する街。
西部中の獣が集まり連日賑わいを見せる。その中心には狩猟者と呼ばれる者たちがいる。
ガールズバークリボタ
主人公とウエンスがぼったくられそうになったバー。しかし実際は普通のガールズバーで、3人組のチンピラに脅されてやっていた。
装飾屋
主人公がほんの一時期働いていた店。
武器や防具などを販売しており、獣の加工や武具の手入れなどもしている。

## 書籍情報
- 飛田ニキイチ『MONSTER×MONSTER』 小学館〈少年サンデーコミックス〉、全3巻
  1. 2014年10月17日発売、ISBN 978-4-09-125366-8
  2. 2015年2月18日発売、ISBN 978-4-09-125755-0
  3. 2015年8月18日発売、ISBN 978-4-09-126200-4